# Wayne Allwine
Wayne Anthony Allwine (7. februar 1947 – 18. maj 2009) var en amerikansk stemmeskuespiller, lydeffekter editor og foley artist for Walt Disney Studios. Han blev født i Glendale, Californien. Han var Mickey Mouses stemme i 32 år.
Allwine var Mickey Mouse stemme fra 1977 til sin død i 2009. Han efterfulgte Jimmy MacDonald, der i 1947 havde overtaget efter Walt Disney selv, som havde udført rolle siden 1929, og leverer Mickey's stemme til den animerede dele af den oprindelige Mickey Mouse Club tv-show (ABC-TV, 1955-1959).
Allwine's første optræden som Mickey stemme var i The New Mickey Mouse Club i 1977. Hans første optræden som Mickey i en biograffilm var i 1983 i Mickey Mouse - Et Juleeventyr (Mickey's Christmas Carol). I samme film, lå han stemme til den gamle mand på gaden i starten af filmen og de to væsler i julen-fremtiden-scene.
Han medvirkede også i filmen Prinsen og tiggerdrengen (The Prince and the Pauper) (1990), og Mickey, Donald, Fedtmule: De Tre Musketerer (Mickey, Donald, Goofy: The Three Musketeers) (2004), og tv-serien Mickey Mouse Works (1999-2000), Disney's Hos Mickey (2001 – 2003), og Mickeys Klubhus (2006-nu). Han har givet Mickey's stemme i næsten alle afsnit i den populære videospilserie Kingdom Hearts, som blev lavet i samarbejde med det japanske spilfirma Square Enix.
Ud over hans "stemme" arbejde, har Allwine også været lydeffekt redaktør på Disney film og tv-udsendelser, herunder Splash (1984) og tre mænd og en baby (1987), samt Innerspace (1987), Alien Nation (1988) og Star Trek V: The Final Frontier for andre studier.

## Personlige liv
I 1991 blev Allwine gift Russi Taylor, som begyndte at ligge stemme til Minnie Mouse i 1986. 
De fik begge Disney Legends award i 2008.
Allwine døde af diabetes den 18. maj 2009. Allwine efterlod hans børn fra tidligere ægteskaber: Erin, Peter, Christopher, og Joshua og et barnebarn ved navn Isaac. Hans sidste optræden var Kingdom Hearts 358 / 2 Days, og den engelske version af spillet var dedikeret til hans minde.